# Alpujarra de la Sierra
Alpujarra de la Sierra è un comune spagnolo di 1 153 abitanti situato nella comunità autonoma dell'Andalusia.